# Francisca Pereira
Francisca Lucas Pereira Gomes (sinh năm 1942), thường được gọi là Francisca Pereira, là một cựu y tá người Guinea-Bissau, đồng thời là nhà hoạt động độc lập và chính trị gia. Bà sinh ra ở Bolama, thủ đô cũ của thuộc địa Bồ Đào Nha Guinea.
Khi còn là một cô gái trẻ, bà đã tham gia Phong trào Giải phóng Guinea-Bissau (Movimento para Independência Nacional da Guiné Portuguesa) (sau là PAIGC) vào năm 1959/60. Đầu tiên bà làm việc trong Ban thư ký của PAIGC tại Conakry, được gửi vào năm 1965 đến Kiev ở Liên Xô cũ để được đào tạo như một y tá. Từ năm 1967, bà là phó giám đốc của Escola Piloto tại Conakry, một trung tâm huấn luyện cho binh lính trẻ em Guinea-Bissau và những người tị nạn chiến tranh.
Trong những năm cách mạng, bà làm y tá tại các khu vực do PAIGC chiếm đóng ở Guinea và sau đó tại bệnh viện PAIGC tại Ziguinchor ở Sénégal. Giữa năm 1970 và 1975, bà đại diện cho quân đoàn phụ nữ tại một số hội nghị của PAIGC.
Kể từ khi độc lập, Pereira đã thành lập nhiều văn phòng khác nhau ở bang Guinea-Bissau. Bà là Thị trưởng của thành phố quê hương Bolama và là chủ tịch của Hội Phụ nữ Guinea-Bissau (União Democática the Mulheres da Guiné-Bissau). Sau khi dân chủ hóa Guinea-Bissau và giới thiệu hệ thống đa đảng, Pereira giữ các vị trí như Bộ trưởng Bộ Phụ nữ (từ 1990 đến 1994), Phó Chủ tịch Quốc hội đầu tiên (từ 1994 đến 1997) và Bộ trưởng Nội vụ (từ 1997 đến 1999).
Năm 2002, bà được bổ nhiệm làm Bộ trưởng Bộ Ngoại giao về các vấn đề chính trị và ngoại giao.